# Matías Vecino (Bischof)

Wappen von Matías Vecino

Matías Vecino (* 28. August 1979 in Santa Fe) ist ein argentinischer römisch-katholischer Geistlicher und Weihbischof in Santa Fe de la Vera Cruz.

## Leben
Matías Vecino studierte ab dem Jahr 2000 Philosophie und Katholische Theologie am Priesterseminar Nuestra Señora de Guadalupe in Santa Fe. Zudem erlangte er am Instituto Superior Particular Incorporado San Juan de Ávila Abschlüsse in den Fächern christliche Bildung und Religionswissenschaft. Am 30. September 2008 empfing er das Sakrament der Priesterweihe für das Erzbistum Santa Fe de la Vera Cruz.
Nach der Priesterweihe war Vecino zunächst als Seelsorger an der Basilika Unserer Lieben Frau von Guadalupe in Santa Fe sowie als Verantwortlicher für die Aspiranten und für die Jugendabteilung der Katholischen Aktion im Erzbistum Santa Fe de la Vera Cruz tätig, bevor er 2012 Pfarrvikar der Pfarrei Nuestra Señora de la Merced in San Justo und Pfarradministrator der Pfarrei Nuestra Señora del Rosario in Videla sowie Kaplan und Lehrer am Colegio Urbano de Iriondo del Niño Jesús wurde. Daneben wirkte er 2014 zusätzlich als Pfarradministrator der Pfarrei Nuestra Señora de la Merced und als Pfarrvikar der Pfarrei Nuestra Señora de América in Santa Fe. 2015 wurde er für weiterführende Studien nach Rom entsandt, wo er 2017 an der Päpstlichen Akademie Alfonsiana ein Lizenziat im Fach Moraltheologie erwarb. Nach der Rückkehr in seine Heimat war Vecino von 2017 bis 2023 Pfarrer des diözesanen Heiligtums San Cayetano. Ferner fungierte er 2017 als bischöflicher Delegat für die Sozialpastoral und 2019 als Hochschulseelsorger an der Universidad Católica de Santa Fé. 2018 gehörte er überdies dem erzbischöflichen Rat für die geweihten Amtsträger an. Ab 2023 war Vecino Pfarrer der Pfarrei Sagrada Familia in Santo Tomé. Zudem fungierte er bereits ab 2019 als Bischofsvikar für die Sozialpastoral. Außerdem gehörte er ab 2019 dem Priesterrat und dem Team für die Priesterfortbildung sowie ab 2021 dem Team für die diözesane Phase der Weltsynode im Erzbistum Santa Fe de la Vera Cruz an. Darüber hinaus lehrte er ab 2017 am Priesterseminar Nuestra Señora de Guadalupe in Santa Fe und am Instituto Fray Francisco de Paula Castañeda.
Am 28. August 2024 ernannte ihn Papst Franziskus zum Titularbischof von Idicra und zum Weihbischof in Santa Fe de la Vera Cruz. Der Erzbischof von Santa Fe de la Vera Cruz, Sergio Alfredo Fenoy, spendete ihm am 30. September desselben Jahres in der Basilika Unserer Lieben Frau von Guadalupe in Santa Fe die Bischofsweihe; Mitkonsekratoren waren der Bischof von San Nicolás de los Arroyos, Hugo Norberto Santiago, und der Bischof von Rafaela, Pedro Javier Torres.